# Lee Percy
Pour les articles homonymes, voir Percy.
Lee Percy, né le 10 février 1953 à Kalamazoo, dans le Michigan, est un monteur, scénariste et réalisateur américain.
Il est connu pour avoir monté plusieurs films de Barbet Schroeder.

## Biographie
Originaire de Kalamazoo, dans le Michigan, Percy s'est d'abord formé à la Juilliard dans l'intention de devenir acteur avant de s'orienter vers le montage.
La réalisatrice Kimberly Peirce a déclaré que le montage de Percy avait fourni la structuration constructive du film Boys Don't Cry en décidant quelles scènes conserver ou couper, lui permettant de voir ce qui fonctionnerait dans la version finale.
Percy fait ses débuts de réalisateur sur un court métrage, Dreaming American.

## Filmographie (sélection)

### Comme monteur
- 1980 : Shogun Assassin de Robert Houston
- 1981 : The Killing of America
- 1982 : They Call Me Bruce?
- 1985 : Re-Animator de Stuart Gordon
- 1986 : Troll de John Carl Buechler
- 1986 : Aux portes de l'au-delà
- 1987 : Les Poupées
- 1987 :  Slam Dance
- 1988 : Checking Out de David Leland
- 1990 : Blue Steel de Kathryn Bigelow
- 1990 : Le Mystère von Bülow de Barbet Schroeder
- 1991 :  Year of the Gun, l'année de plomb
- 1992 : JF partagerait appartement
- 1994 : Les Révoltés d'Attica (téléfilm)
- 1994 : Corrina, Corrina
- 1995 : Kiss of Death
- 1996 : Le Poids du déshonneur
- 1998 : L'Enjeu
- 1998 : Studio 54
- 1999 : Boys Don't Cry
- 2001 : Danny Balint
- 2001 : Le Centre du monde
- 2002 : Calculs meurtriers
- 2004 : Maria, pleine de grâce
- 2004 : La Maison au bout du monde
- 2004 : Love Song
- 2005 : Faux Ami
- 2005 : Mrs. Harris
- 2007 : Wind Chill
- 2007 : Noise
- 2009 : L'Honneur d'un Marine
- 2009 : Grey Gardens (téléfilm)
- 2009 : Into Temptation
- 2009 : Amelia
- 2010 : As Good as Dead
- 2011 : Thin Ice
- 2012 : Disconnect
- 2013 : Carrie : La Vengeance
- 2014 : Dukhtar
- 2015 : The Daughter
- 2015 : Touched with Fire
- 2016 : Snowden d'Oliver Stone
- 2017 : La Montagne entre nous de Hany Abu-Assad
- 2018 : Mapplethorpe d'Ondi Timoner
- 2018 : The Kindergarten Teacher
- 2023 : Death Business (The Burial) de Maggie Betts

## Récompenses et distinctions
Percy remporte en 2009 le Primetime Emmy Award pour son travail sur le téléfilm de HBO L'Honneur d'un Marine (Taking Chance). Il est également nommé la même année pour Grey Gardens.
- (en) Lee Percy: Awards, sur l'Internet Movie Database